# 아프리카 재첩
아프리카 재첩(학명: Corbicula africana Krauss)은 민물에 사는 재첩이며 콜비큘라 아프리카나라고 읽는다. 아프리카, 그레이트호(Great Lakes)를 가로지르는 남사하라, 남아프리카의 남쪽과 해안에서 동쪽에 서식하며, 오스트레일리아, 아시아에도 서식한다. 널리 분포하는데, 아직은 살아가는데 있어서, 별다른 위협을 받고 있지는 않는다. 하지만 이 종은 최소한의 관심이 필요하다고 여겨진다. 원래 이 종은 재첩(Corbicula fluminea)의 아프리카 변종으로 취급되었으나 최근에는 분류학적으로 이름을 붙여 다루어지고 있다. 이 종은 다른 지역종과 교배될 수 있다고 생각된다.

## 지역적 분포
이 종은 아프리카에 걸쳐서 서식한다.

### 남아프리카
이 종은 남아프리카 지역에 걸쳐 서식한다: Okavango, Lake kariba, Carbora Basin. 다음 지역에서도 나타난다: Mweru

### 중앙아프리카
콩고 유역보다 위쪽 지역에 서식한다고 알려져있다.

### 동아프리카
그레이트호에 눈에 띄게 서식한다. 또한, 빅토리아호, 알버트호, 에드워드호, 말라위호에 서식한다고 기록된적이 있다. 빅토리아호에서는 이종이 호수에서 30m정도의 깊이 바닥에 퍼져 분포한다.
Mwanbungu(2004)는 이 종이 탄자니아 강의 전지역에 풍부히 분포한다고 말했다.

### 분포하는 나라
앙골라, 브룬디, 중앙아프리카공화국, 콩고, 케냐, 레소토, 말라위, 모잠비크, 남비아, 르완다, 남아프리카, 스와질란드, 탄자니아, 우간다, 잠비아, 짐바브웨

## 종수
이 종은 서식하는 곳에서는 어디든 풍부하게 분포한다.

### 최근 동향
안정적임.

## 서식지
이 종은 모래나 진흙기가 있는 강이나 호수의 약 30m깊이에서 발견된다.

## 이용
이 종에 대해서는 상업적 이용은 알려지지 않았다. 세계의 다른 지역에서는 이 종류를 음식으로 사용한다.

## 포식자
이 종에 대해서는 어떠한 포식자도 알려지지 않았다.